# Ольшини (Мазовецьке воєводство)
Ольшини (пол. Olszyny) — село в Польщі, у гміні Мишинець Остроленцького повіту Мазовецького воєводства.
Населення — 516 осіб (2011).
У 1975-1998 роках село належало до Остроленцького воєводства.

## Демографія
Демографічна структура станом на 31 березня 2011 року:
|          | Загалом | Допрацездатний вік | Працездатний вік | Постпрацездатний вік |
| -------- | ------- | ------------------ | ---------------- | -------------------- |
| Чоловіки | 272     | 76                 | 172              | 24                   |
| Жінки    | 244     | 59                 | 131              | 54                   |
| Разом    | 516     | 135                | 303              | 78                   |